# ميك بيرس
ميك بيرس (بالإنجليزية: Mick Pearce)‏ هو مهندس معماري زيمبابوي، ولد في 6 فبراير 1938 في هراري في زيمبابوي.

## وصلات خارجية
- الموقع الرسمي